# Mallabia
Mallabia är en kommun i Spanien. Den ligger i Biscayaprovinsen i den autonoma regionen Baskien i norra delen av landet, 300 km norr om huvudstaden Madrid. Antalet invånare är 1 157 (2024). Arean är 23,11 kvadratkilometer. Mallabia gränsar till Ziortza-Bolibar, Berriz, Zaldibar, Ermua, Eibar och Markina-Xemein. 